# Slot (luchtvaart)
Een slot is in de luchtvaart een internationale term voor de periode waarbinnen een vliegtuig mag opstijgen of landen op een luchthaven.

## Dienstregelingslot
Op het niveau van de dienstregeling van vliegtuigen kan besloten worden tot het verdelen van slots op luchthavens met capaciteitsschaarste. Hierbij kan het gaan om korte periodes waarin meer vraag is naar starts en landingen dan de beschikbare capaciteit, maar ook om luchthavens waar het totaal aantal gewenste starts en landingen per dag groter is dan de capaciteit over de gehele dag (London Heathrow is hiervan een voorbeeld).
Het zijn de luchthavens die de slots toekennen. Zo is de Stichting Airport Coordination Netherlands de huidige slotcoördinator op de Amsterdamse Luchthaven Schiphol. De internationale procedure voor het toekennen van slots is ontwikkeld door de IATA, de internationale organisatie van luchtvaartmaatschappijen. Lokaal wordt echter afgeweken van de door IATA opgestelde regels.
Het toedelen van slots kan geschieden op basis van vrijwilligheid. In dergelijke gevallen is het meestal de grootste luchtvaartmaatschappij op de luchthaven die optreedt als slotcoördinator. Op Europese luchthavens met structurele capaciteitsschaarste is het tegenwoordig echter verplicht om een onafhankelijke slotcoördinator in te stellen.
Het toewijzen van slots gebeurt vaak op basis van historisch gebruik van een luchthaven - grandfather rights. Het is echter toegestaan om slots te ruilen met andere luchtvaartmaatschappijen of deze over te dragen (in de praktijk komt het laatste neer op 'verkoop' van slots).

## ATC-slots
De luchtverkeersleiding (Engels: Air traffic control of ATC) kan een vlucht een "slottijd" toewijzen. Slottijd is een luchtvaartterm, een aanduiding voor het interval waarin een vliegtuig mag starten vanaf een vliegveld of mag aankomen op een bepaald punt. "Slottijd" (Engels: timeslot) is een samenvoeging van het Engelse woord slot (spleet of gleuf) en het Nederlandse woord "tijd".
Wanneer het aanbod van verkeer voor een bepaalde periode hoger is dan de beschikbare capaciteit van het luchtruim of vliegveld wordt het verkeer gereguleerd. Dit betekent dat wordt zeker gesteld dat het aantal vliegtuigen dat wordt toegelaten niet hoger zal zijn dan de beschikbare capaciteit. Zouden er méér vliegtuigen toegelaten worden, dan zou dit gevolgen kunnen hebben voor de veiligheid, maar vooral ook voor de efficiëntie omdat er vertragingen ontstaan. Op de weg is een voorbeeld van regulatie het doseerlicht dat auto's een voor een toelaat tot de oprit van de snelweg.
In Europa worden de slottijden "uitgedeeld" door het Network Manager Operations Centre (NMOC) van Eurocontrol in Brussel. De luchtverkeersleidingsorganisatie die verantwoordelijk is voor een bepaald luchtruim of vliegveld bepaalt steeds vooraf de beschikbare capaciteit voor een bepaalde periode. Is de capaciteit beperkt, bijvoorbeeld door de weersomstandigheden, baan- of systeemonderhoud, of tekorten in de personele bezetting, dan geeft men dit door aan het NMOC. Deze berekent voor heel Europa met welke starttijden van de vliegtuigen een optimale doorstroming van het verkeer wordt bereikt. Vervolgens worden deze ideale starttijden als slottijden doorgegeven aan de luchtvaartmaatschappijen. Een toestel mag vertrekken binnen het zogenoemde slot tolerance window, dat loopt van 5 minuten vóór de slottijd tot 10 minuten erna. De "start-up controller" van de luchtverkeersleiding ziet hierop toe. Lukt dat niet, bijvoorbeeld omdat een passagier te laat is, of het toestel technisch niet gereed is, dan riskeert het achteraan in de rij aan te moeten sluiten om een nieuwe slottijd af te wachten. Wanneer de piloot aan boord vertelt dat er gewacht moet worden "due to ATC restrictions", dan refereert hij doorgaans aan dit principe van uitgedeelde slottijden.